# Katnaghbyur (Aragatsotn)
Katnaghbyur  (en armenio: Կաթնաղբյուր, también romanizado como Kat’naghbyur, Katnakhpyur y Katnaghpyur; antiguamente, Megriban y Mehraban) es una comunidad rural en la provincia de Aragatsotn en Armenia.
En 2009 tenía 1305 habitantes.
Tiene las ruinas de una iglesia en ruinas del siglo V.
Se ubica sobre la carretera M1, unos 3 km al este de Talin.